# Такис Голнас
Димитриос (Такис) Голнас (на гръцки: Δημήτριος (Τάκης) Γκόλνας) е гъркомански революционер от влашки произход, деец на Гръцката въоръжена пропаганда в Македония от началото на XX век.

## Биография
Такис Голнас е роден в леринското село Невеска, тогава в Османската империя. Включва се в четата на Георгиос Диконимос и на Йоанис Калогеракис и участва в сражението с чета на ВМОРО в Сребрено през 1905 година. След това става самостоятелен войвода на чета от 15 души в района на Лехово и Бел камен в периода 1905-1908 година. Той е и председател на елиномакедонския комитет в Невеска.
След Младотурската революция гръцката тайна организация „Атина“ го набеждава, че е агент на ВМОРО. Такис Голнас се среща с гръцкия консул в Битоля Николаос Ксидакис, за да го убеди, че е невинен по обвиненията. Въпреки това, след като излиза от консулството, е ранен от гърци при засада и скоро умира в гръцка болница в града.